# احیای مرده: راز کاشی‌های توینبی
احیای مرده: راز کاشی‌های توینبی (انگلیسی: Resurrect Dead: The Mystery of the Toynbee Tiles) فیلمی در ژانر مستند است که در سال ۲۰۱۱ منتشر شد. موضوع اصلی این مستند دربارهٔ کاشی‌های توینبی است.

## کاشی های توینبی چیست؟
کاشی‌های توینبی (به انگلیسی: Toynbee tiles) یا پلاک‌های توینبی (به انگلیسی: Toynbee plaques)، پیام‌هایی با منشأ ناشناخته هستند که در آسفالت خیابان‌های حدود ۲۰ شهر ایالات متحده و ۴ شهر آمریکای جنوبی پیدا شده‌اند. از دهه ۱۹۸۰، چند صد مورد از این کاشی‌ها دیده شده است.
این کاشی‌ها، به طور معمول در ابعاد پلاک‌های وسایل نقلیه آمریکایی (تقریباً ۳۰ سانتی‌متر در ۱۵ سانتی‌متر) می‌باشند؛ با این حال برخی نیز به طور قابل توجهی بزرگ‌تر هستند. فیلم مستندی با عنوان احیای مرده: راز کاشی‌های توینبی، به بررسی این کاشی‌ها پرداخته است.